# 科普重排反应
科普重排反应（英語：Cope rearrangement）是广泛研究过的有机反应，包括一个1,5-二烯的[3,3]-σ-迁移重排。该反应是由亚瑟·科普发现的。例如：把3-甲基-1,5-己二烯加热到300℃就会生成1,5-庚二烯。
科普重排直接导致了瞬烯类分子的流变状态。

## 反应机理
虽然科普重排实际采用的是一个协同环化反应，但仍然可以假设该反应经过了一个和双自由基能量和结构相同的过渡态。因为科普过渡态是不带电的，所以这个替代解释是可靠的，并且保留了轨域对称的概念。这同样也解释了为什么科普重排需要很高的能量。如图所示，因为轨道重叠的几何要求，科普重排必须要是同侧的。下图中展示的是一个椅式构型，但是科普重排同样可以经过一个船式构型，例如在环己二烯中。

## 範例
在有机合成中，科普重排反应的应用很广泛。如下图所示，一个环丁烷通过科普反应扩张成一个1,5-环辛二烯。
在这个例子中，反应必须经过一个船式过渡态才能够形成两个cis-双键，因为如果存在trans双键的话，环张力会过大。这个反应简单加热即可进行，因为重排后可以释放环丁烷里的巨大环张力。
科普重排常常能够产生一些很复杂的环转变，例如下例中，一个桥环转化成了一个二并环。这也是科普重排的重要。

## 类似反应

### Aza-科普重排
含氮分子也可以发生科普重排，该类反应叫“aza-科普重排”。如下图所示：
在这个反应中，Ag+作为一个路易斯酸，脱去氰基。接下来发生一个[3,3]-σ-迁移重排，得到一个既含有一个烯醇基团，又含有一个亚胺基团的中间体。烯醇和亚胺相互反应，最后生成一个二元环的氨基酮。

### Oxy-科普重排
如果在碳3上连了一个羟基，那么用一个强碱，例如氢化钾，可以在低很多的温度下实现科普重排，这种特殊的反应叫做“Oxy-科普重排”。如下图所示，经过中间体烯醇的酮-烯醇互变异构，最终得到一个醛或一个酮。:
1980年，埃文斯等人在合成erythrojuvabione的时候详细研究了该反应的立体选择性，不同的起始物会产生不同的产物，而且中间体既可能是椅式构型，又可能是船式构型，决定因素是保持体系能量最低。该反应的一般式如下。